# Diretório Central dos Estudantes Mário Prata
O Diretório Central dos Estudantes Mário Prata (DCE Mário Prata ou DCE-UFRJ) é o diretório estudantil da Universidade Federal do Rio de Janeiro (UFRJ). É, portanto, a entidade de representação máxima dos discentes desta universidade. Representa tanto os campi sede como os campi fora de sede da UFRJ, abrigando todos os centros acadêmicos desta.
O DCE Mário Prata reúne em sua estrutura os diretores eleitos da entidade, centros e diretórios acadêmicos, além de conselheiros universitários. É responsável por defender o interesse dos estudantes da universidade, organizar atividades voltadas para o corpo discente (mesas, festas, debates, oficinas), atuar como entidade de coesão das lutas em torno da educação pública, e informar os estudantes da UFRJ. 

## História

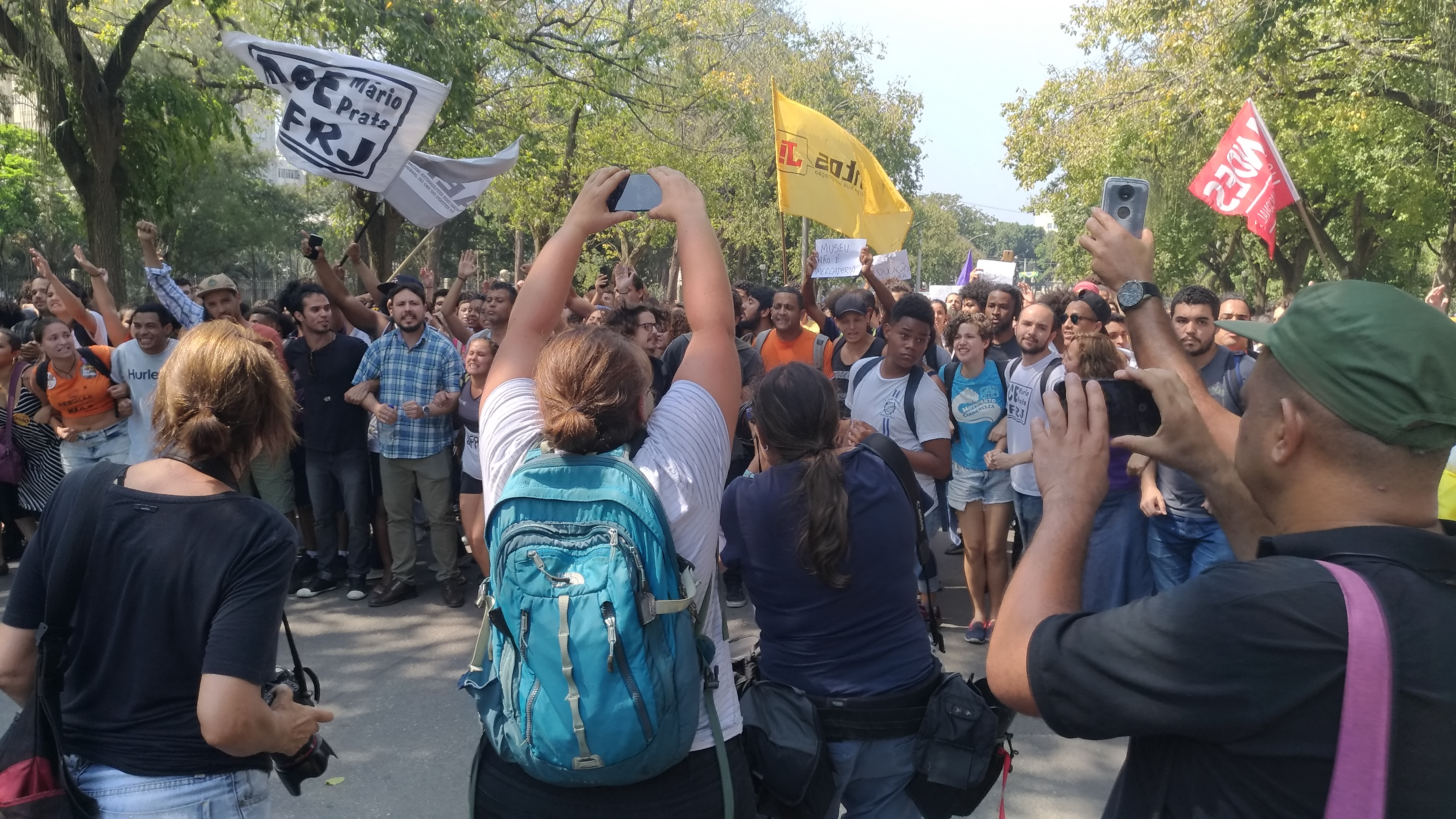
Ato organizado pelo Diretório Central dos Estudantes Mário Prata leva estudantes e servidores da UFRJ para protesto em frente ao Museu Nacional, em 3 de setembro de 2018. O ato foi organizado contra os cortes orçamentários que desaguaram no incêndio do museu, no dia anterior.

Com uma história muito rica, foi fundado em 1930, no âmbito do fervor político ocasionado pelo Golpe de Estado de 1930 que derrubou o regime da República Velha; sendo, portanto anterior à União Nacional dos Estudantes (fundada em 1937).
Em seus primeiros anos foi muito combativa, tendo participado junto com a UNE da tomada do Clube Alemão durante a segunda grande guerra, da qual fez deste clube sua primeira sede própria; teve relevante atuação nas campanhas de redemocratização após o Estado Novo, na campanha "O Petróleo é Nosso" e no endosso às reformas de base de Jango. Foi uma entidade bastante representativa até que foi fechado pelo regime militar.. Várias lideranças do movimento estudantil foram assassinadas, entre elas, Mário de Souza Prata, estudante de engenharia da UFRJ, militante do Movimento Revolucionário Oito de Outubro (MR-8) e até então presidente do DCE. Por isso que, em sua homenagem, o DCE carrega Mário Prata em seu nome e como patrono, simbolizando a resistência e luta contra o autoritarismo a tortura e por memória verdade e justiça.
A partir de fins da década de 1970 quando ocorreu a gradual abertura política, os diretórios acadêmicos tiveram permissão para atuar de novo, sendo o DCE Mário Prata refundado em 1979. O DCE da UFRJ homenageou o seu último presidente passando a se chamar DCE Mário Prata. Entre os diversos alunos que participaram da reativação do DCE encontram-se Mário Furley Schmidt e alguns dos integrantes da Turma do Casseta & Planeta, como Marcelo Madureira, Beto Silva e Hélio de la Peña.
Participou ativamente nas movimentações do Fora Collor e do movimento dos caras-pintadas, pelo impeachment do presidente Fernando Collor
Na década de 1990 foi um dos movimentos de frente contra as privatizações do governo FHC, em especial do sistema Telebrás, da Companhia Siderúrgica Nacional e da Companhia Vale do Rio Doce.
Durante o governo Lula, concentrou sua ação no combate à política acelerada para expansão do ensino superior focada no Programa de Apoio a Planos de Reestruturação e Expansão das Universidades Federais (REUNI), que abria vagas e cursos, mas não investia na mesma velocidade em infraestruturas e na garantia de acesso ao mundo do trabalho. Além disso, o período subsequente, governo Dilma Rousseff, foi marcado por lutas por mais assistência estudantil e por ações afirmativas pela democratização ao acesso à universidade. A nível da universidade, focou em campanhas em defesa da assistência estudantil, exigindo mais alojamentos e pelo retorno dos bandejões, que tinham sido fechados por mais de 20 anos. Levou-se a cabo a ocupação prédios e salas em greves estudantis na luta por mais verba ao Plano Nacional de Assistência Estudantil (Pnaes).
Desde a posse de Michel Temer e da eleição e posse de Jair Bolsonaro — e as subsequentes nomeações de seus ministros da educação —, o DCE UFRJ participou das principais lutas em favor da educação pública, como as mobilizações contra a Emenda Constitucional do Teto dos Gastos Públicos (EC 95), que retém os recursos que deveriam ser destinados à educação durante 20 anos, contra o projeto Future-se e o corte de verbas em 2019 — além da enorme quantidade de discursos contra a política de educação pública pós-2016 — que resultaram em um movimento nacional das entidades estudantis que, junto com a UNE, protagonizaram o Tsunami da Educação, em 2019. Durante a pandemia do novo coronavírus, protagonizou uma ação de solidariedade aos estudantes chamada "Eles Pelo Lucro, Nós pela vida" que visava levar alimentação aos alunos que estavam em situação de vulnerabilidade social.

## Eleições do DCE UFRJ
A gestão da entidade é definida a cada ano, com eleições diretas realizadas em todos os campi, com participação dos alunos regularmente matriculados nos curso de graduação presencial. Para inscrever uma chapa, é necessário a reunião de um número mínimo de estudantes para composição da futura diretoria da entidade e inscrição no processo eleitoral. 

### Eleições DCE UFRJ 2002
| Chapa | Nome               | Formação              | Votos |
| ----- | ------------------ | --------------------- | ----- |
| 1     | Não seguimos à toa | PT/PSTU               | ?     |
| 2     | ? (oposição)       | PCB/PCdoB/UJS/PSB/PDT | ?     |

### Eleições DCE UFRJ 2003
| Chapa | Nome                     | Formação                       | Votos |
| ----- | ------------------------ | ------------------------------ | ----- |
| 2     | Não Vou Me Adaptar       | PSTU/Reage PT/ex-militantes AE | 2.036 |
| 4     | Nós Não Vamos Pagar Nada | DS/MES                         | 1.955 |
| 1     | UFRJ Para Todos          | Articulação/PMDB               | 1.780 |
| 3     | UFRJ Avante              | PCdoB/PCB/PCR                  | 680   |

### Eleições do DCE UFRJ 2004
Não houve eleições do DCE UFRJ em 2004

### Eleições do DCE UFRJ 2005
| Chapa | Nome               | Formação       | Votos |
| ----- | ------------------ | -------------- | ----- |
| 2     | Não vou me adaptar | PSTU/Reage PT  | 3.684 |
| 1     | ?                  | OMP/MEP        | 1.273 |
| 4     | ?                  | PCdoB          | 926   |
| 3     | ?                  | PCB            | 181   |
| 5     | ?                  | Articulação/DS | 97    |

### Eleições do DCE UFRJ 2006
| Chapa | Nome                               | Formação       | Votos |
| ----- | ---------------------------------- | -------------- | ----- |
| 1     | DCE em Movimento! Juntos pela UFRJ | JR8/UJS/PT/PSB | 3.414 |
| 2     | Pro dia nascer feliz               | PSTU           | 2.625 |
| 4     | Nada será como antes               | PSOL/PCR/PCB   | 1.588 |
| 3     | Quem sabe faz a hora               | PDT/PPS        | 182   |

- Votação: junho de 2006

### Eleições do DCE UFRJ 2007
| Chapa | Nome                                                 | Formação      | Votos |
| ----- | ---------------------------------------------------- | ------------- | ----- |
| 2     | De que lado você Samba?                              | PSTU/PSOL     | 4.849 |
| 1     | DCE em Movimento - Todos pela UFRJ                   | PCdoB/PT/MR-8 | 1.783 |
| 4     | Quem vem com tudo não cansa!                         | CM            | 637   |
| 3     | Correnteza                                           | PCR           | 445   |
| 6     | Consulta já! Eu escolho meu rumo!                    | PSB           | 368   |
| 5     | Geral com um braço só! Por uma Universidade Popular! | FLP           | 345   |

- Votação: outubro/novembro de 2007

### Eleições do DCE UFRJ 2008
Não houve eleição em 2008

### Eleições do DCE UFRJ 2009
| Chapa | Nome                                | Formação        | Votos |
| ----- | ----------------------------------- | --------------- | ----- |
| 2     | De Que Lado Você Samba?             | PSTU/PSOL       | 3.443 |
| 4     | Quem Vem Com Tudo Não Cansa         | CM              | 1.436 |
| 5     | Unidos pela UFRJ - Contras as COTAS | Engenharia/PSDB | 1.056 |
| 1     | Um novo enredo                      | PCdoB/PT        | 967   |
| 3     | Correnteza                          | PCR             | 620   |

- Votação: maio de 2009

### Eleições do DCE UFRJ 2010
| Chapa | Nome                | Formação  | Votos |
| ----- | ------------------- | --------- | ----- |
| 2     | A UFRJ que queremos | PSTU/PSOL | 2.555 |
| 1     | Um novo enredo      | UJS/PT    | 1.851 |
| 4     | Revida, Minerva!    | CM        | 1.020 |
| 5     | A UFRJ pode         | PSDB      | 823   |
| 3     | Correnteza          | PCR       | 588   |

- Votação: junho de 2010

### Eleições do DCE UFRJ 2011
| Chapa | Nome                        | Formação     | Votos | %     |
| ----- | --------------------------- | ------------ | ----- | ----- |
| 2     | Não temos tempo a perder    | PSOL/PSTU    | 4.041 | 43,3% |
| 1     | Mãos à obra                 | PT/PCdoB/PPL | 3.159 | 33,8% |
| 3     | Correnteza                  | PCR          | 1.058 | 11,3% |
| 4     | Quem vem com tudo não cansa | CM           | 971   | 10,4% |
|       | Nulos                       | Nulos        | 58    | 0,6%  |
|       | Brancos                     | Brancos      | 53    | 0,6%  |
|       | Total                       | Total        | 9.340 | 100%  |

- Votação: 25, 26 e 27 de outubro de 2011
- Posse: 28 de outubro

### Eleições do DCE UFRJ 2012
Não houve eleições em 2012 em função da greve estudantil de 2012. 

### Eleições do DCE UFRJ 2013
| Chapa | Nome                                 | Formação                                 | Votos |
| ----- | ------------------------------------ | ---------------------------------------- | ----- |
| 3     | Prepara que Agora é Hora             | Enlace/PSOL, Correnteza/UJR/PCR, UJC/PCB | 3.725 |
| 2     | De Que Lado Você Samba?              | ANEL/PSTU                                | 2.301 |
| 1     | Mãos à Obra, há quem sambe diferente | UJS/PCdoB                                | 1.140 |

- Votação: 11, 12 e 13 de junho de 2013

### Eleições do DCE UFRJ 2014
| Chapa | Nome                                    | Formação                                       | Votos      |
| ----- | --------------------------------------- | ---------------------------------------------- | ---------- |
| 1     | Passou da Hora                          | PT/PCdoB                                       | 1967 votos |
| 2     | Quero me livrar dessa situação precária | RUA, Correnteza, PSTU, UJC e Coletivo Marxista | 5645 votos |

### Eleições do DCE UFRJ 2015
Não foram realizadas eleições em 2015, em função da greve

### Eleições do DCE UFRJ 2016
| Chapa | Nome                                             | Formação                     | Votos      |
| ----- | ------------------------------------------------ | ---------------------------- | ---------- |
| 1     | Mobiliza UFRJ: Vai ter luta!                     | PT/PCdoB                     | 1126 votos |
| 2     | Todos nós no mesmo barco: Não há para pra temer! | RUA, Correnteza,             | 4044 votos |
| 3     | Há quem sambe diferente                          | PSTU                         | 646 votos  |
| 4     | Pés no Chão                                      | Levante Popular da Juventude | 505 votos  |

### Eleições do DCE UFRJ 2017
| Chapa | Nome                                  | Formação                                    | Votos      |
| ----- | ------------------------------------- | ------------------------------------------- | ---------- |
| 2     | Que Nada Nesse Mundo Cale a Nossa Voz | RUA, Juntos e Correnteza                    | 3297 votos |
| 3     | Pra Virar Essa Maré                   | Kizomba, UJS e Levante Popular da Juventude | 1494 votos |
| 3     | Na luta para permanecer               | UJC                                         | 941 votos  |
|       | Brancos e Nulos                       |                                             | 98         |

### Eleições do DCE UFRJ 2018
Não houve eleição em 2018 

### Eleições do DCE UFRJ 2019
| Chapa | Nome                        | Formação                                         | Votos       |
| ----- | --------------------------- | ------------------------------------------------ | ----------- |
| 2     | O Futuro exige Coragem      | Correnteza, RUA, Juntos, UJC, Afronte e JAE      | 5.145 votos |
| 3     | A Esperança é o que nos UNE | Kizomba, UJS, Levante e Reinventar               | 1.829 votos |
| 4     | É Só Você Querer            | Movimento Popular de Juventude em Disparada (PT) | 138 votos   |
|       | Brancos e Nulos             |                                                  | 98          |

### Eleições do DCE UFRJ 2020 e 2021
Em função da pandemia do coronavírus, não ocorreram eleições para o DCE no período de 2020 e 2021. 

### Eleições do DCE UFRJ 2022
Data da votação: 28, 29 e 30 de junho
| Chapa | Nome                                                    | Formação                                                  | Votos       |
| ----- | ------------------------------------------------------- | --------------------------------------------------------- | ----------- |
| 2     | É Tudo Pra Ontem                                        | Correnteza, Juntos e UJC                                  | 7.458 votos |
| 3     | Lutar com Unhas e Dentes - Para ter direito a um depois | RUA, UJS, Levante, Kizomba, JAE, Rio Vale a Luta, Afronte | 2.865 votos |
| 4     | Contraponto! - Frente pela UFRJ                         | Reinventar (PDT) e Movimento Popular da Juventude (PT)    | 633 votos   |
|       | Brancos e Nulos                                         |                                                           | 37 votos    |

### Eleições do DCE UFRJ 2023
Data da votação: 26, 27 e 28 de Setembro
| Chapa | Nome                                         | Formação                                     | Votos      |
| ----- | -------------------------------------------- | -------------------------------------------- | ---------- |
| 1     | Chapa 1 • Nós da UFRJ - Ousadia para Avançar | Correnteza e UJC                             | 3777 votos |
| 2     | Chapa 2 - Para Virar a Maré                  | UJS, Levante, Reinventar, MPJ e JPT          | 1718 votos |
| 4     | Chapa 4 - Pra UFRJ respirar luta!            | RUA, Juntos!, Travessia, Manifesta e Afronte | 1358 votos |
|       | Brancos e Nulos                              |                                              | 33 votos   |